# Ле-Мас-д’Азиль
Ле-Мас-д’Ази́ль (фр. Le Mas-d'Azil) — коммуна во Франции, находится в регионе Юг — Пиренеи. Департамент коммуны — Арьеж. Административный центр кантона Ле-Мас-д’Азиль. Округ коммуны — Памье.
Код INSEE коммуны — 09181.

## Население
Население коммуны на 2008 год составляло 1226 человек.
| 1962 | 1968 | 1975 | 1982 | 1990 | 1999 | 2008 |
| ---- | ---- | ---- | ---- | ---- | ---- | ---- |
| 1643 | 1682 | 1568 | 1404 | 1307 | 1117 | 1226 |

## Экономика
В 2007 году среди 693 человек в трудоспособном возрасте (15—64 лет) 512 были экономически активными, 181 — неактивными (показатель активности — 73,9 %, в 1999 году было 71,2 %). Из 512 активных работали 444 человека (248 мужчин и 196 женщин), безработных было 68 (31 мужчина и 37 женщин). Среди 181 неактивных 58 человек были учениками или студентами, 59 — пенсионерами, 64 были неактивными по другим причинам.

## Достопримечательности
- Пещера Мас-д’Азиль
- Церковь Сент-Этьен XVIII века с колокольней. Построена на месте бенедиктинского аббатства, основанного в 1286 году
- Рынок с круглыми колоннами
- Музей о первобытном обществе
- Дольмены Cap del Pouech, Seignas и Brillaud
- Мост Людовика XIII
- Музей-парк «Лес динозавров»

## Фотогалерея

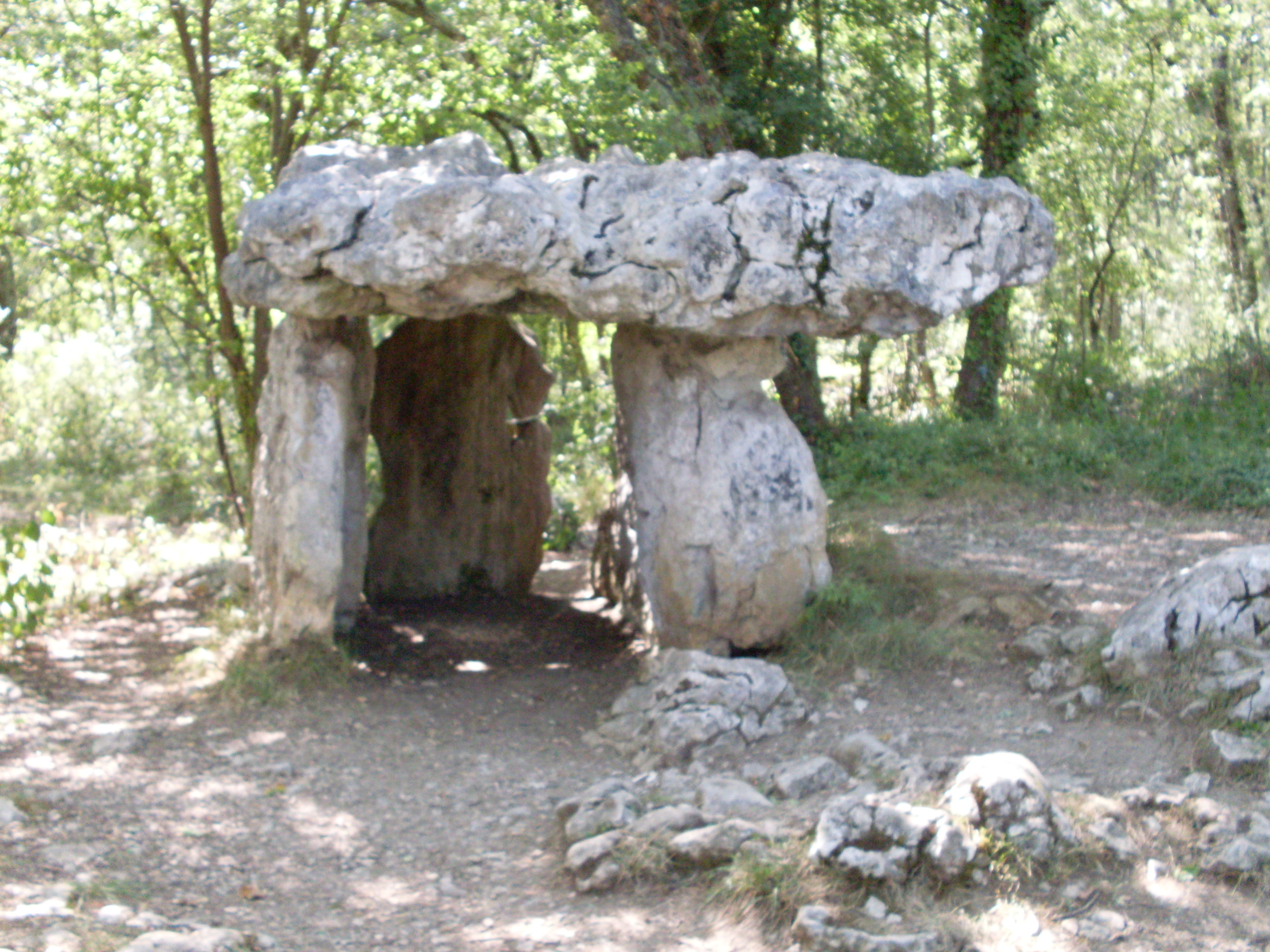
Дольмен Cap del Pouech
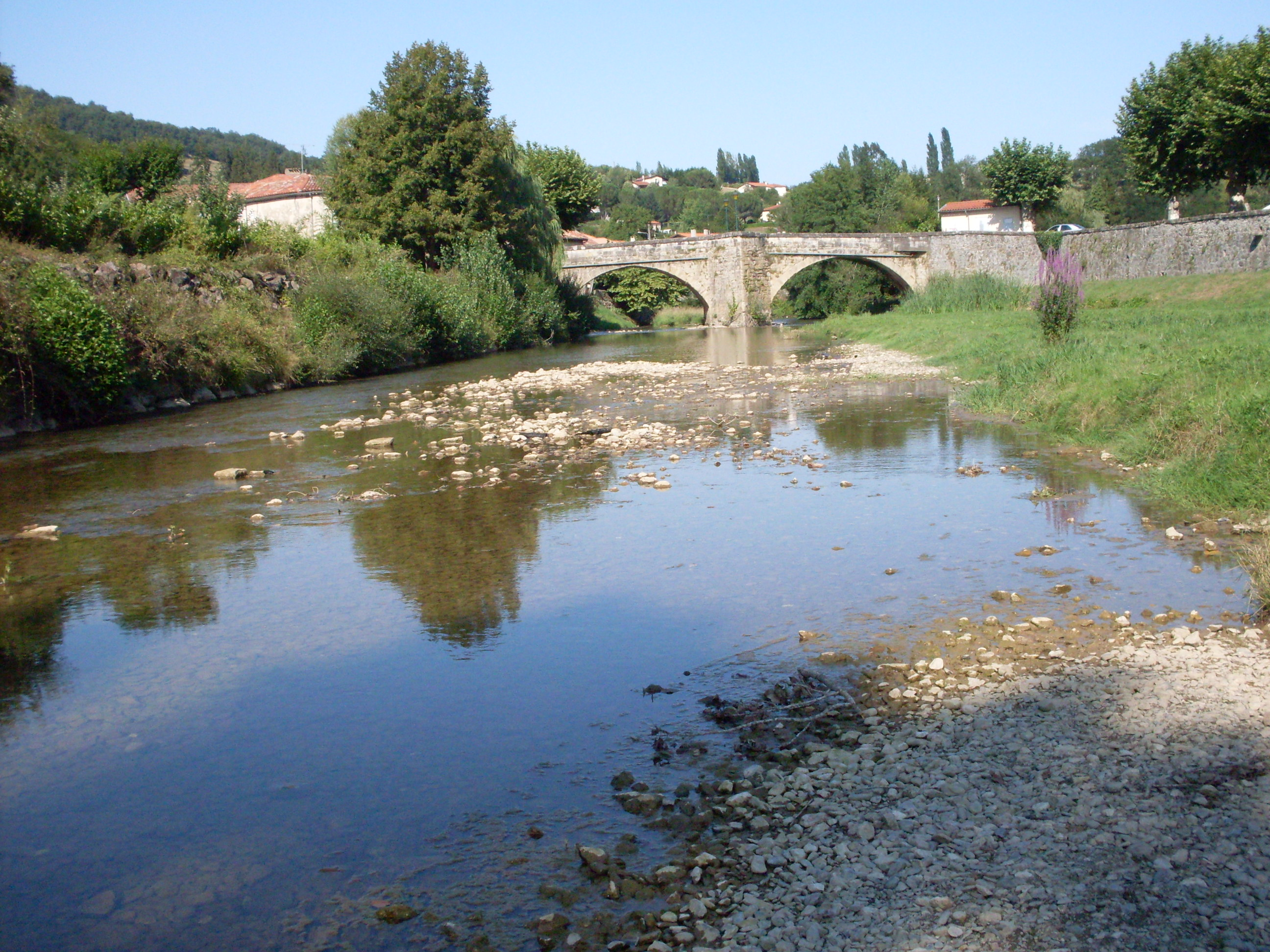
Река Ариз
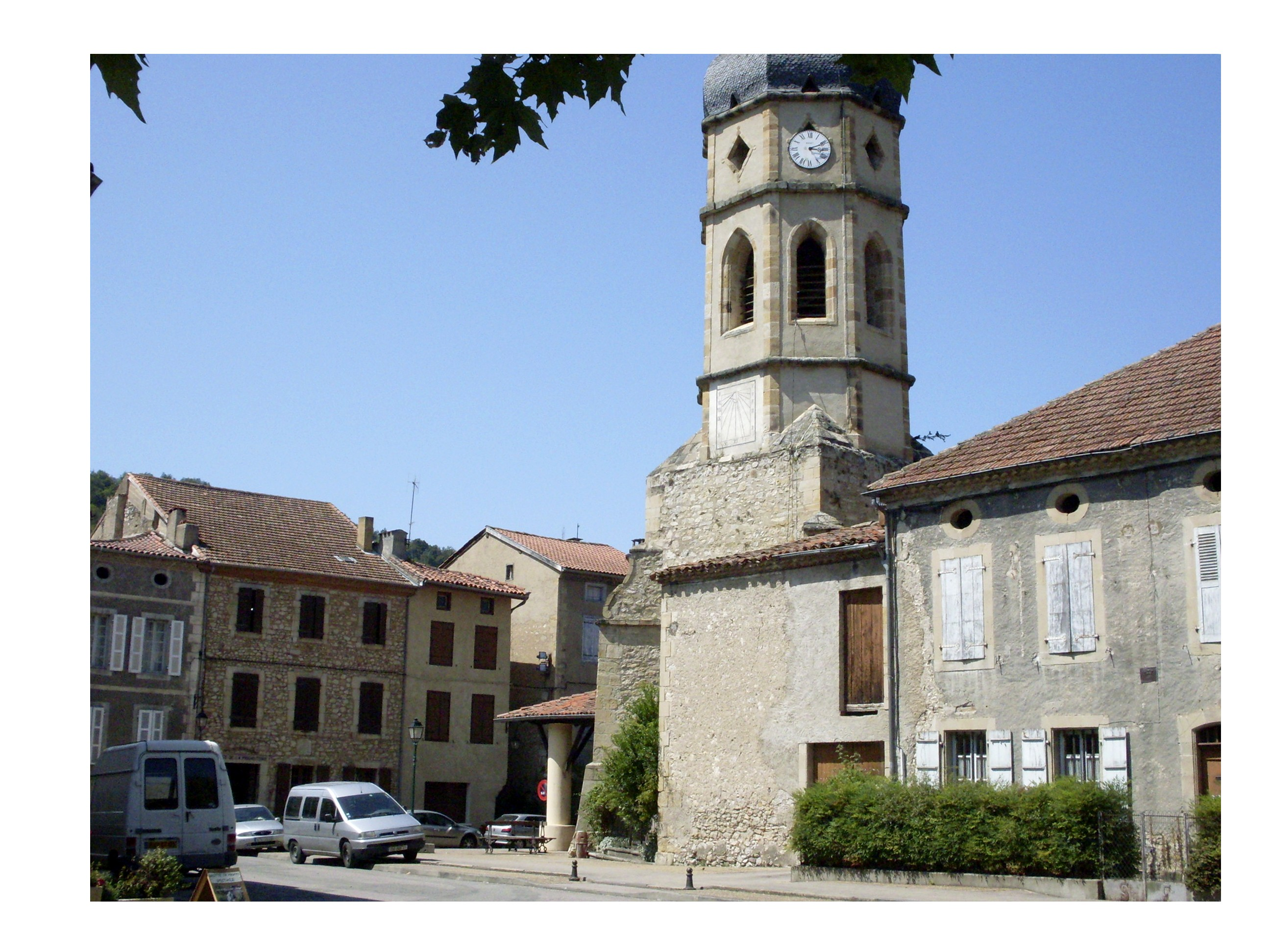
Церковь
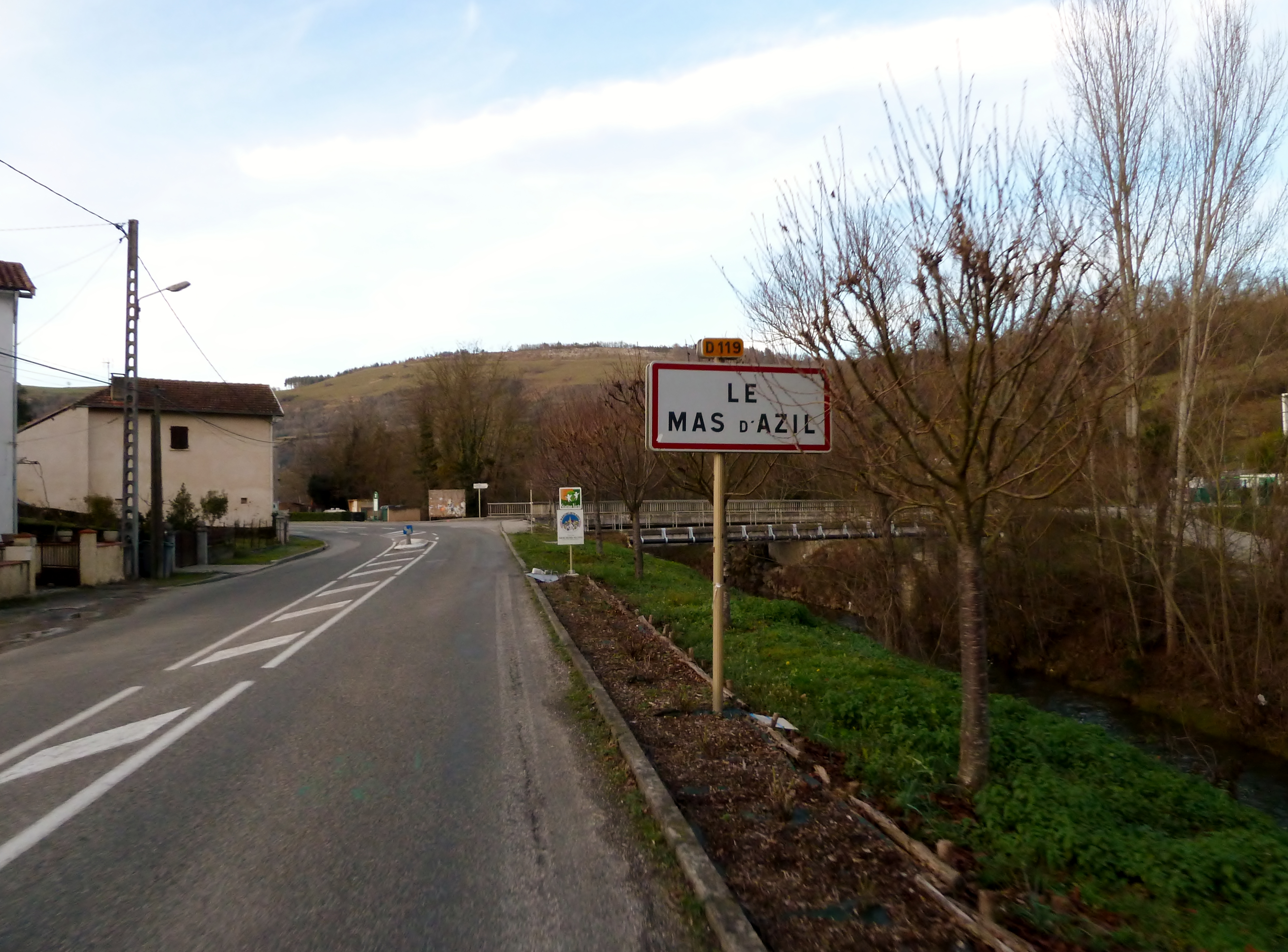
Въезд в Ле-Мас-д’Азиль